# Tor Viking II
För andra betydelser, se Tor (olika betydelser).
Tor Viking II är ett tidigare svenskt fartyg som använts både som offshorefartyg och isbrytare. Tor Viking var det första fartyget i Viking-klassen som levererades. Fartyget har två systerfartyg, Vidar Viking och Balder Viking. Tor Viking II, Balder Viking och Vidar Viking såldes i augusti 2018 av Viking Supply Ships AS till Kanada.

## Verksamhet
Då vintern 2009/2010 var mycket sträng användes Tor Viking under en period som isbrytare i Östersjön.
Den 4 december 2010, då Tor Viking befann sig i Dutch Harbor, Alaska, efter ett uppdrag för Shell, undsatte man ett fartyg som blivit nödställt till följd av ett turbinhaveri.

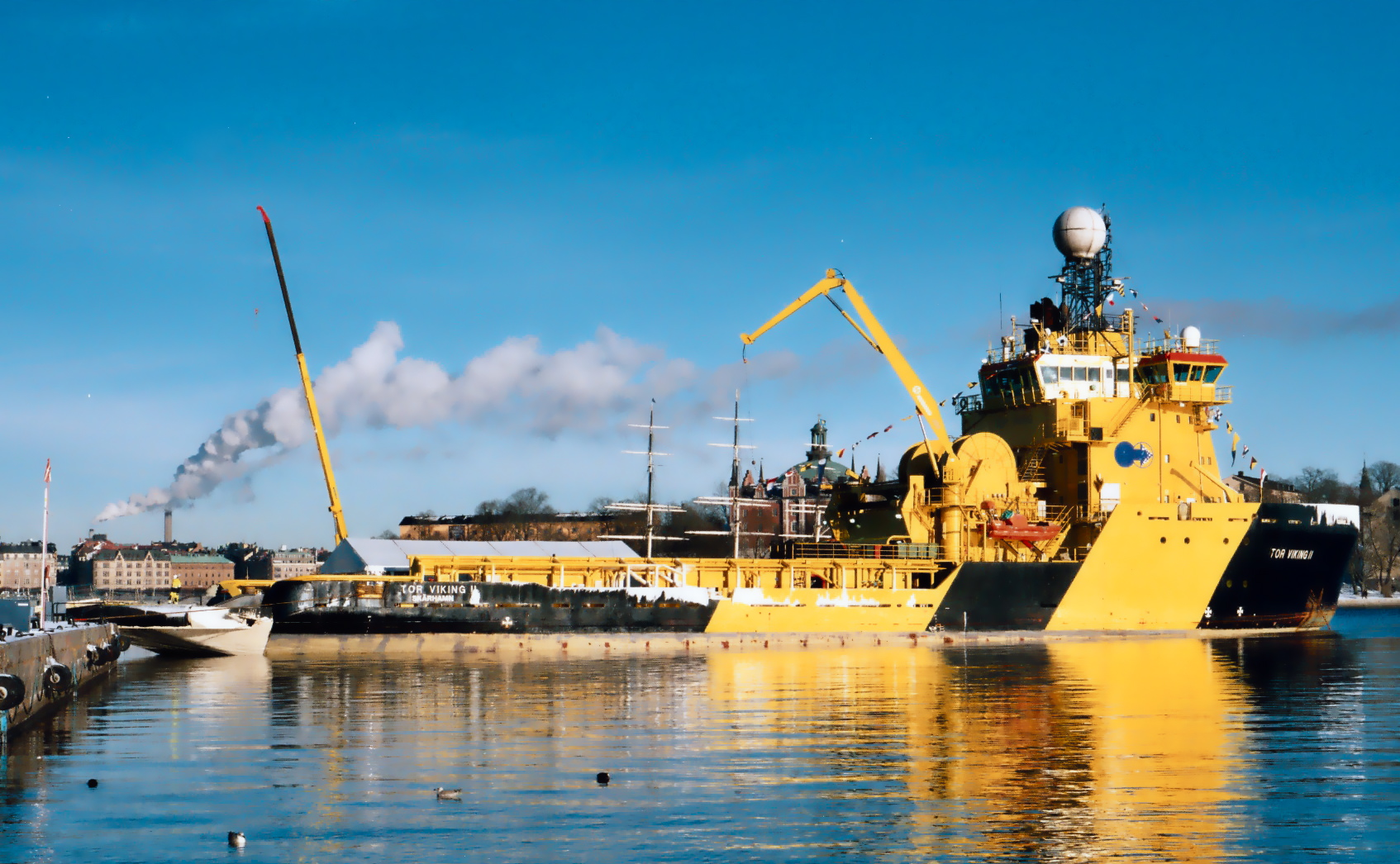
Fartyget vid Skeppsbron i Stockholm i januari 2011.